# 東宮山古墳
東宮山古墳（とうぐうさんこふん）は、愛媛県四国中央市妻鳥町（めんどりちょう）にある古墳。形状は円墳または前方後円墳。
実際の被葬者は明らかでないが、宮内庁により「妻鳥陵墓参考地」（被葬候補者：第19代允恭天皇皇子木梨軽皇子）として陵墓参考地に治定されている。

## 概要
愛媛県東部、法皇山脈の内海斜面において、独立丘陵の東宮山の頂上付近に築造された古墳である。現在は古墳北側に春宮神社が鎮座する。1894年（明治27年）に発掘されて多数の副葬品が出土しているほか、1959年（昭和34年）・2013年（平成25年）に調査が実施されている。
現状の墳形は楕円形であるが、元々は前方部を北東方向に向ける前方後円形であった可能性が指摘される。埋葬施設は両袖式の横穴式石室で、北西方向に開口した（現在は埋没）。石室内からは明治期の発掘の際に内行花文鏡・広帯二山式冠を始めとする豊富な副葬品が出土している。
この東宮山古墳は、古墳時代後期の6世紀代（MT85型式期）の築造と推定される。実際の被葬者は明らかでないが、木梨軽皇子（第19代允恭天皇皇子）の墓とする伝承がある。当時の有力首長墓と想定され、付近に所在するほぼ同時期の経ヶ岡古墳（四国中央市下柏町）と合わせて宇摩平野における首長墓の変遷を考察するうえで重要視される古墳になる。

## 遺跡歴
- 安政年間（1855-1860年）、隣接平坦地北隅の組合式石棺を墳頂に移築[1]。
- 1894年（明治27年）、地元民による埋葬施設の発掘、副葬品の出土（現在は宮内庁書陵部保管）[1]。
- 1895年（明治28年）、宮内省（当時）により陵墓参考地に治定[1]。
- 1959年（昭和34年）、石室閉鎖に伴う現状調査（三木文雄：宮内庁委嘱、1971年に報告書刊行）[1]。
- 2013年（平成25年）、墳丘外形調査（宮内庁書陵部、2017年に報告書刊行）[1]。

## 墳丘

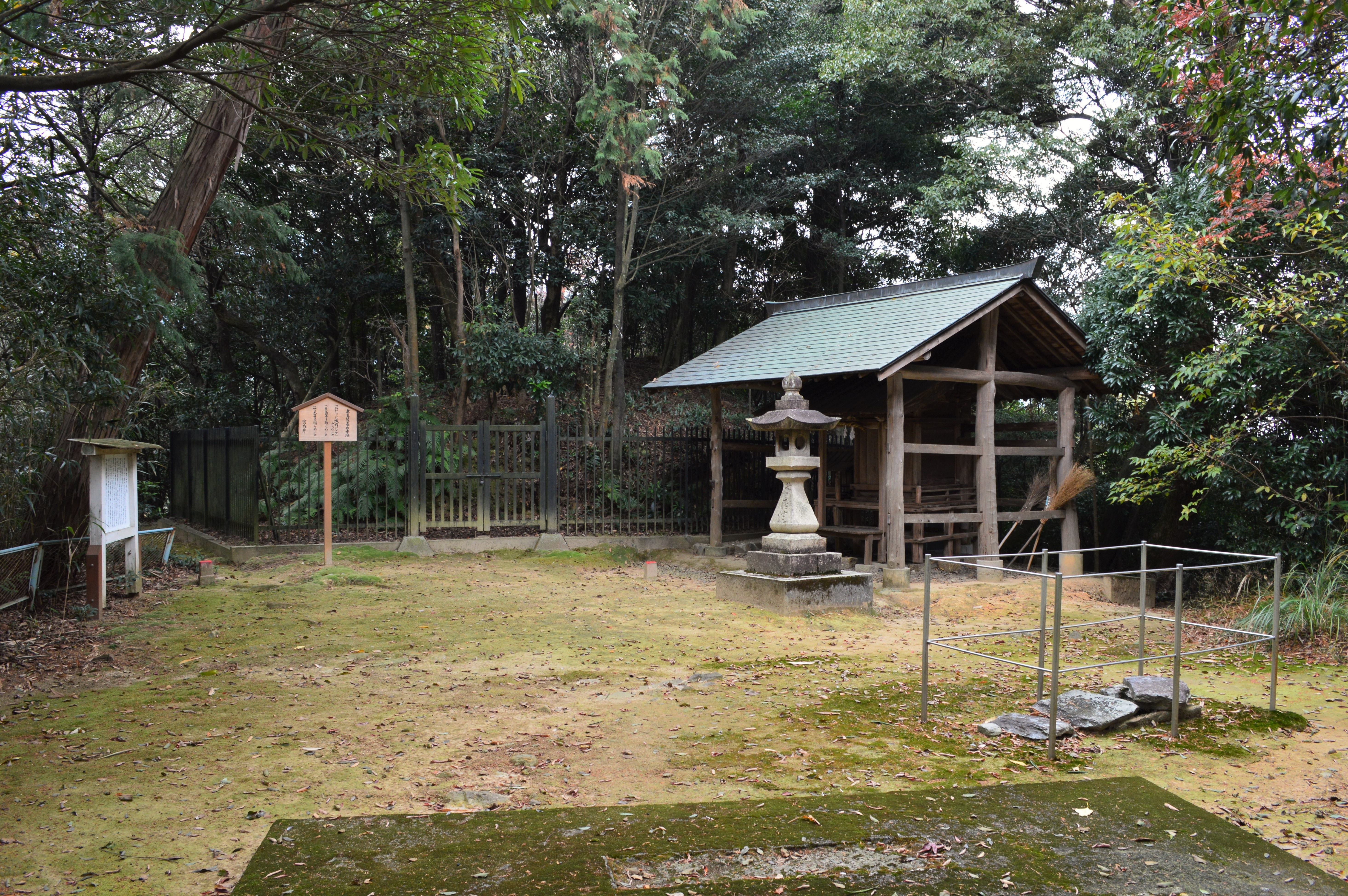
想定前方部から想定後円部を望む手前右に東宮山2号箱式石棺。

現状の墳形は楕円形で、最大径14.6メートル・高さ3.3メートルを測るが、周囲の墳裾は削平を受けていることから、本来の墳丘はさらに拡がる規模になる。また近年の調査によれば、墳丘の北東側の斜面は緩やかであることから、元々は北東側に前方部を伴う前方後円墳であった可能性が指摘される。
墳丘の墳頂には緑泥片岩の板石による組合式石棺1基（東宮山1号箱式石棺）が存在するが、この石棺は安政年間（1855-1860年）に隣接平坦地北隅から移築したものという。石棺内からは弥生時代の銅鉾が出土したという。また墳丘北側の広場中央では、上とは別の東宮山2号箱式石棺も遺存する。

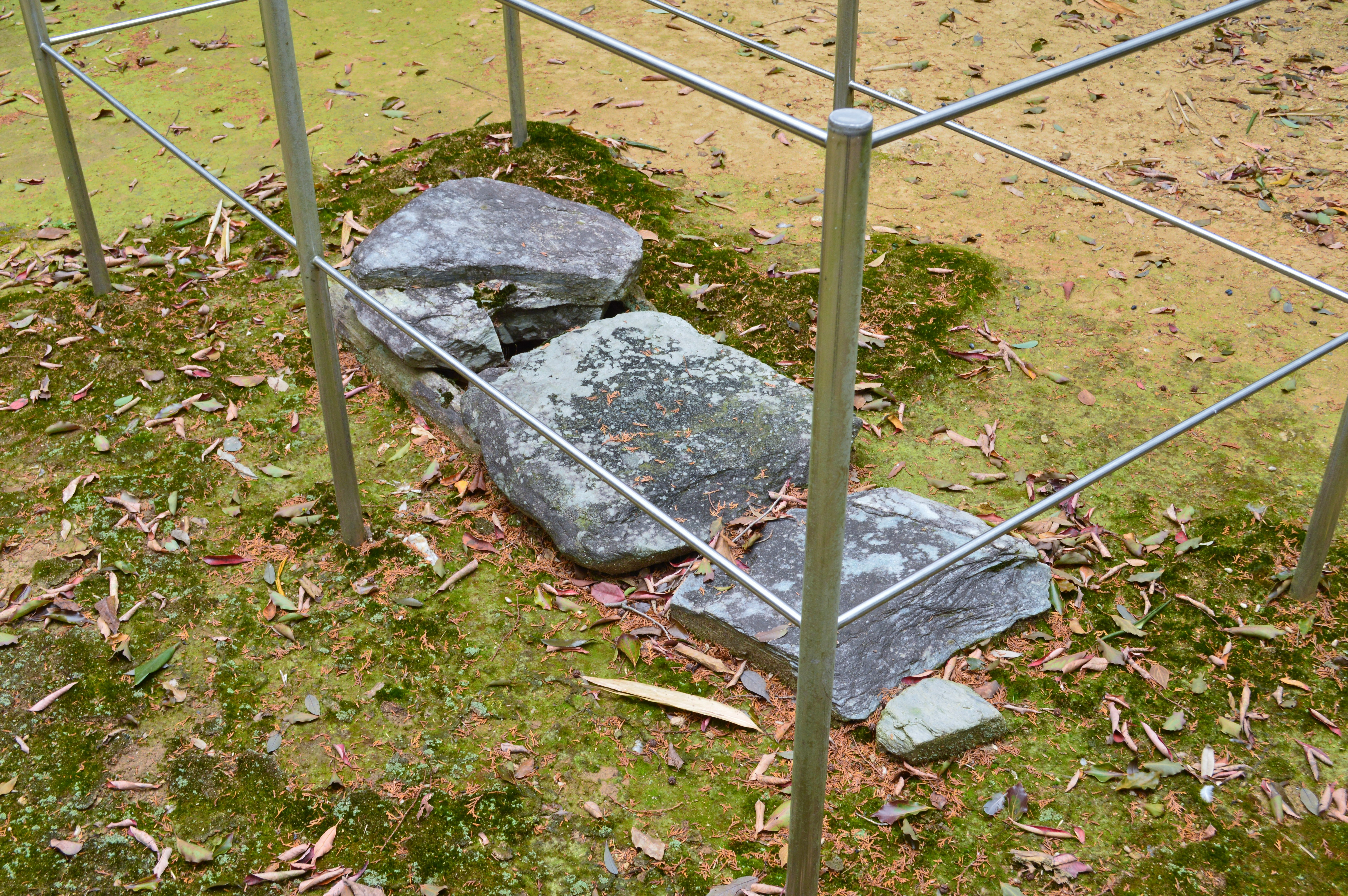
東宮山2号箱式石棺

## 埋葬施設
埋葬施設としては両袖式横穴式石室が構築されており、北西方向に開口した。石室の規模は次の通り。
- 石室全長：5.5メートル以上
- 玄室
  - 長さ：4.17メートル
  - 幅：奥壁底部1.96メートル、奥壁上部0.99メートル、玄門部1.86メートル、玄門部上部1.05メートル
  - 高さ：奥壁1.73メートル、玄門部1.49メートル
- 羨道
  - 長さ：1メートル以上
  - 幅：玄門底部0.59メートル
  - 高さ：1.2メートル

## 出土品
古墳からの出土品は次の通り。
- 石室内出土
  - 内行花文鏡 1 - 長宜子孫銘。蝙蝠座II式、漢鏡6期。直径9.6センチメートル。長期の伝世鏡。
  - 装身具
    - 広帯二山式冠 1
    - 耳環 2
    - 青銅鈴 1
    - 切子玉 7
    - 管玉 3
    - 平玉 2
    - 棗玉 1

  - 武器・武具
    - 三葉文環頭大刀（環頭部） 2 - 新羅からの舶載品か。
    - 大刀 多数 - 非現存。
    - 石突 6 - 非現存。
    - 銅鏃 多数 - 非現存。
    - 横矧板鋲留衝角付冑 1
    - 草摺? 1

  - 馬具
    - 馬鐸 4 - 舌1含む。
    - 飾金具 2
    - 鏡板 2
    - 辻金具 3

  - 不明金属製品 多数 - 非現存。
  - 須恵器 - 壺1、坏3、高坏1。
  - 不明土器 多数 - 非現存。
- 石棺出土
  - 銅矛 1 - 弥生時代中期後半頃。
  - 不明金属製品 - 非現存。
  - 不明土器 2 - 非現存。

## 被葬者
関係略系図
|            |            |            |            |            |            | 19 允恭天皇              |                          |                          |                          |                          |                          |                                |                                |                                |                                |                                |                                |
|            |            |            |            |            |            |                          |                          |                          |                          |                          |                          |                                |                                |                                |                                |                                |                                |
|            |            |            |            |            |            |                          |                          |                          |                          |                          |                          |                                |                                |                                |                                |                                |                                |
| 木梨軽皇子 | 木梨軽皇子 | 木梨軽皇子 | 木梨軽皇子 | 木梨軽皇子 | 木梨軽皇子 | 穴穂皇子 （20 安康天皇） | 穴穂皇子 （20 安康天皇） | 穴穂皇子 （20 安康天皇） | 穴穂皇子 （20 安康天皇） | 穴穂皇子 （20 安康天皇） | 穴穂皇子 （20 安康天皇） | 大泊瀬稚武皇子 （21 雄略天皇） | 大泊瀬稚武皇子 （21 雄略天皇） | 大泊瀬稚武皇子 （21 雄略天皇） | 大泊瀬稚武皇子 （21 雄略天皇） | 大泊瀬稚武皇子 （21 雄略天皇） | 大泊瀬稚武皇子 （21 雄略天皇） |

東宮山古墳の実際の被葬者は明らかでないが、第19代允恭天皇皇子の木梨軽皇子（きなしのかるのみこ/きなしのかるのおうじ、木梨軽太子）の墓とする伝承があり、宮内庁では陵墓参考地に治定している。
『日本書紀』によれば、木梨軽皇子は允恭天皇第一皇子で、允恭天皇23年に立太子したが、同母妹の軽大郎皇女との相姧が発覚したことで皇女は伊予に流され、皇子は皇太子であったために刑を免れた。そして允恭天皇崩御後に第三皇子の穴穂皇子（安康天皇）との間で皇位を争ったが破れ、逃げ隠れた物部大前宿禰の家で自害したという（一云として伊予国に流されたとも）。また『古事記』では、允恭天皇崩御後に木梨軽皇子は失脚し、大前小前宿禰の家に逃げ込んだが捕らえられて伊予の湯（愛媛県松山市の道後温泉）に流刑となり、その後を追ってきた軽大娘皇女と自害したという。『日本書紀』・『古事記』のほか『延喜式』諸陵寮では葬所の記載はない。
本古墳が木梨軽皇子の墓であるという根拠は明確でないが、当地では本古墳を墓所とする伝承が古くから存在した。1874年（明治7年）の陵墓取調指示に応じて春宮神社祠官からその旨の報告があったのち、1894年（明治27年）に地元民による発掘が行われ（木梨軽皇子の墓とする証拠を得るためか）、1895年（明治28年）に陵墓参考地として保存することが決定されて現在に至っている。
なお木梨軽皇子・軽大娘皇女の墓については、軽之神社（松山市姫原）の比翼塚とする伝承もある。

## 関連文献
（記事執筆に使用していない関連文献）
- 「妻鳥陵墓参考地東宮山古墳の遺物と遺構について」『書陵部紀要 第23号』宮内庁書陵部、1971年。
- 「妻鳥陵墓参考地駒形制札改修工事に伴う立会調査」『書陵部紀要 陵墓篇 第72号 (PDF)』宮内庁書陵部、2021年。 - リンクは宮内庁「書陵部所蔵資料目録・画像公開システム」。
  - 「附 金属製品ほか出土品の整理報告」。
- 「妻鳥陵墓参考地出土品再整理報告 -総括篇- (PDF)」『書陵部紀要 陵墓篇 第73号』宮内庁書陵部、2022年。 - リンクは宮内庁「書陵部所蔵資料目録・画像公開システム」。